# جان ادوارد گری
جان ادوارد گری (به انگلیسی: John Edward Gray) دانشمند جانورشناس و عضو ارشد انجمن سلطنتی انگلستان بود.
او رئیس بخش جانورشناسی موزه بریتانیا میان سال‌های ۱۸۴۰ تا ۱۸۷۵ بود. بخش تاریخ طبیعی پس از مرگ گری از موزه بریتانیا جدا شد و موزه تاریخ طبیعی لندن را تشکیل داد. او در دوران خود دفترچه‌های بسیاری حاوی رده‌بندی گونه‌های شناخته‌شده یا تازه کشف‌شده در موزه چاپ کرد. تلاش‌های این دانشمند در گردآوری نمونه‌های جانوران گوناگون از سراسر جهان باعث آن شد که موزه بریتانیا یکی از غنی‌ترین مجموعه‌های نمایشی گونه‌ای در جهان را داشته باشد. نام‌گذاری بسیاری از خانواده‌ها و سرده‌ها و گونه‌های آب‌بازسانان حاصل این تلاش‌ها بود.
از جمله جانورانی که به افتخار این دانشمند نام‌گذاری شدند می‌توان به نوک‌نهنگ گری (Mesoplodon grayi) و حواصیل تالابی هندی (Ardeola grayii) اشاره کرد.